# Óscar Murillo
Óscar Fabián Murillo Murillo (Armênia, 18 de abril de 1988) é um futebolista colombiano que atua como zagueiro. Atualmente, joga pelo Pachuca.

## Carreira
Foi convocado para defender a Seleção Colombiana de Futebol na Copa do Mundo de 2018.

## Títulos
Fonte:
Atlético Nacional
- Copa Colômbia: 2012 e 2013
- Superliga: 2012
- Categoría Primera A: Apertura 2013, Clausura 2013, Apertura 2014 e Clausura 2015

Pachuca
- Liga MX: Clausura 2016
- Liga dos Campeões da CONCACAF: 2016–17